# Uranienborg

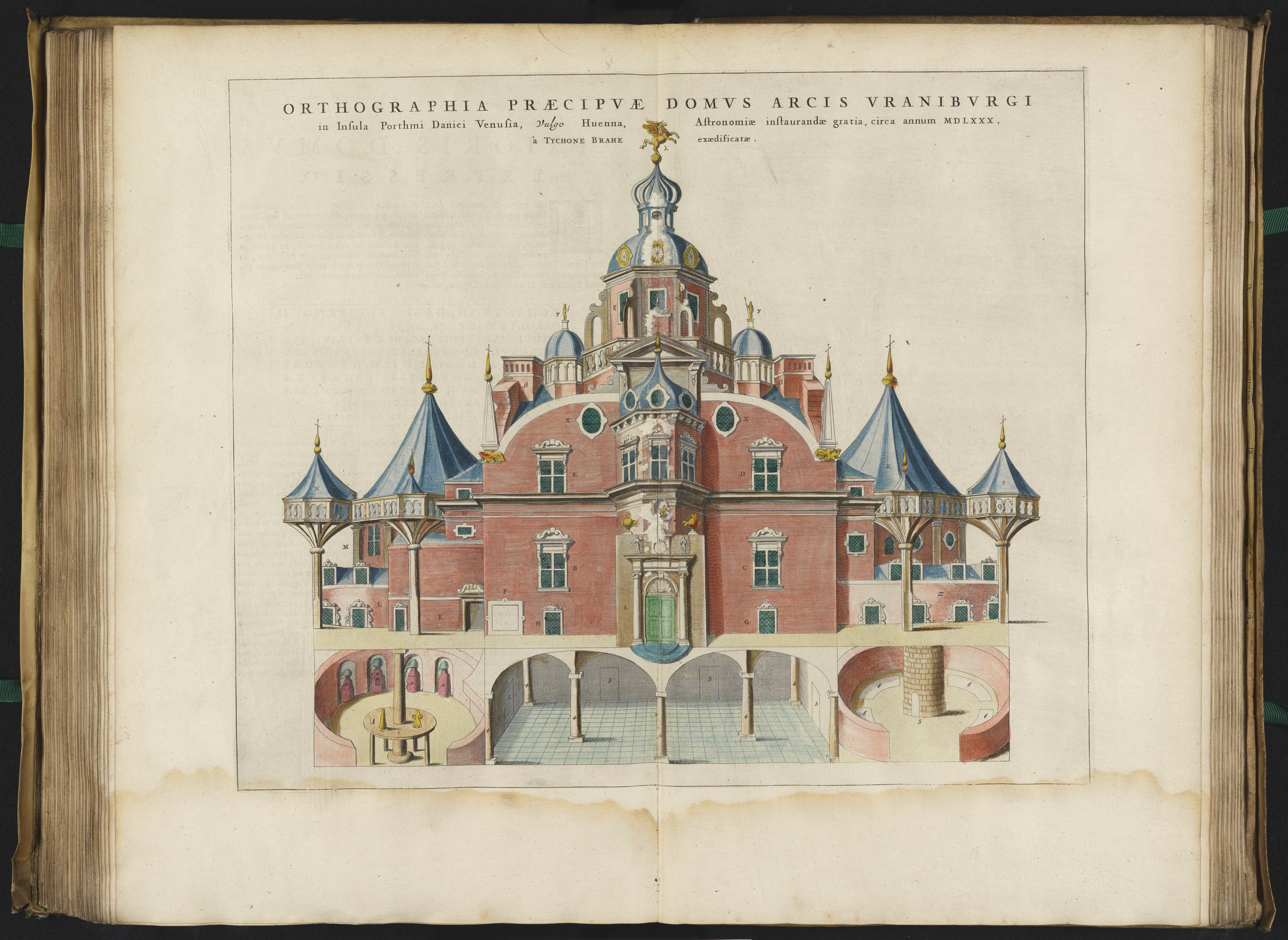
Hlavní budova Uranienborgu, Atlas Maior z roku 1663

Uranienborg (švédsky Uraniborg) byla dánská astronomická observatoř a alchymistická laboratoř zřízená a provozovaná Tychonem Brahe. Byla postavena v období mezi lety 1576–1580 na Hvenu, ostrově v Øresundu mezi dánským Sjællandem a Scanií, který byla v té době součástí Dánska a dnes je součástí Švédska. Laboratoř byla rozšířena o podzemní observatoř Stjerneborg.
Brahe pro observatoř inovoval a vynalezl mnoho přístrojů, které používal se svými asistenty pro výzkum v oblasti astronomie, alchymie a meteorologie.
Brahe opustil Uranienborg a Stjerneborg v 1597 po neshodách s dánským králem, kdy odešel z Dánska. Po jeho smrti byla observatoř v 1601 zničena. Hven se stal součástí Švédska a jako náhrada za Uranienborg byla v Kodani v roce 1642 slavnostně otevřena věž Rundetårn.

## Dějiny
Budova byla zasvěcena Úranii, múze astronomie, a byla pojmenována Uranienborg. Jednalo se o první observatoř stavěnou na zakázku v moderní Evropě. Základní kámen byl položen 8. srpna 1576.
Budova z pískovcových a vápencových cihel byla postavena v letech 1576 až 1580. Vystavěna ve vlámském renesančním slohu, na stavbu dohlížel dánský architekt Hans van Emden a sochař Johan Gregor van der Schardt. Hlavní budova Uranienborgu měla čtvercový půdorys se stranami asi 15 metrů dlouhým, dvě půlkruhové věže na severní a jižní straně hlavní budovy daly však budově v závěru obdélníkový půdorys. Půdorys a fasáda budovy, jakož i plán okolních zahrad, jsou navrženy na mřížce v rozměrech, které Brahe pečlivě specifikoval. Tyto proporce mohly být zamýšleny jako astrologický talisman, který měl prospívat zdraví jeho obyvatel zvyšováním vlivu Slunce a Jupiteru.
Přízemí se skládalo ze čtyř místností, z nichž jednu obsadil Brahe a jeho rodina, další tři byly pro návštěvy astronomů. V severní věži byly umístěny kuchyně a v jižní knihovna. Druhé patro bylo rozděleno na tři místnosti, dvě o stejné velikosti a jednu větší. Větší místnost byla vyhrazena pro královské návštěvy; Jakub I. Stuart (pozdější král Anglie) navštívil Uranienborg 20. března 1590. V tomto patře obsahovaly věže astronomické přístroje, přístupné z vnější strany budovy i ze dveří na patře. Balkony podepřené dřevěnými trámy sloužily pro další pozorovatelské přístroje které měly - umístěné dále od budovy - širší úhel pohledu. Ve třetím patře bylo podkroví, rozdělené na osm menších místností pro studenty. Věže už toto patro postrádaly, ale uprostřed podkroví byla vztyčena ještě jedna věž přístupná točitým schodištěm. Uranienborg byl také podsklepen rozlehlým suterénem, na jehož jedné straně byla umístěna alchymistická laboratoř a na druhé sklad potravin, soli a paliva.
Hvězdárna měla na severojižní zdi připevněný velký kvadrant, který se používal k měření obzorníkových souřadnic hvězd, když procházely kolem poledníku. Ten, spolu s mnoha jinými přístroji observatoře, byl podrobně popsán a zakreslen v Braheho knize Astronomiae instauratae mechanica z roku 1598.
Uranienborg měla obklopovat velká zeď, 75 metrů dlouhá a 5,5 metrů vysoká, ale nikdy nebyla postavena; místo ní byl vybudován vysoký val. Val zůstal jediným zbytkem hvězdárny, který je dodnes zčásti na místě. Uranienborg byl umístěn uprostřed, s rozsáhlou parterovou zahradou mezi valem a budovou. Kromě dekorativní funkce dodávaly zahrady také byliny pro Tychonovy experimenty s léčitelskou alchymií. Zahrady se v současné době znovu obnovují s využitím semen nalezených na místě nebo identifikovaných v Tychonových spisech. V domech u bran do areálu provozoval Tycho tiskárnu a ostrovní věznici.
Okolní infrastruktura Uranienborgu přesahovala areál a zahrnovala systém akvakulturních rybníků, jejichž přepady poháněly papírnu.
Uranienborg byl nesmírně drahý projekt. Odhaduje se, že během výstavby stál asi 1% celkového státního rozpočtu.
Po ztrátě finanční podpory od nástupce Fridricha II., Kristiana IV., Brahe v roce 1597 opustil Hven. Nový král nebyl Tychonovým příznivcem a kvůli ztrátě peněz a přízně u dvora byly obě stavby krátce po Tychonově smrti zničeny. Stjerneborg byl během 50. let 20. století předmětem archeologických vykopávek, po nichž došlo k obnovení observatoře. Stjerneborg nyní hostí multimediální show.

## Výzkum
Uranienborg byl místem pro studium astronomie, meteorologie, astrologie a alchymie. Po celou dobu pobytu v Uraniborgu měl Tycho Brahe více než třicet různých asistentů a návštěvy mnoha dalších vědců a členů královské rodiny; Mezi známé návštěvníky patří Johannes Kepler, Martin Zeiler, Nicolaus Reimers, Erik Lange a David Wunderer. Nejlepší pozorování byla přesná na obloukovou minutu, což bylo desetinásobné zlepšení oproti dřívějším měřením.
V roce 1577 Brahe při sledování velké komety z roku 1577 viděl nepřesnosti vzhledem k umístění hvězd v ptolemaiovském i koperníkovském systému. Od té doby měl Brahe ambici vytvořit lepší nebeskou mapu. S použitím matematiky a pozorování z Uranienborgu vydal Tycho Brahe svůj první model noční oblohy v roce 1588, tzv. tychonický systém. Tento systém měl ve středu stacionární Zemi, kolem ní se otáčely Měsíc a Slunce; Merkur, Venuše, Mars, Jupiter a Saturn se točily kolem Slunce a ve vnější sféře se kolem Země otáčely hvězdy. V roce 1580 navštívil Uranienborg na několik měsíců německý astronom Paul Wittich a na této teorii se podílel.
Během období, ve kterém byl Uranienborg aktivně využíván, byla astronomie a astrologie považována za propojenou s dalšími vědeckými obory, a tak byla observatoř využívána i k pěstování dalších vědních disciplín kromě pozorování nebeských těles. Brahe se věnoval zejména meteorologii pro dánského krále Fridricha II. Práci v alchymii otevřeně nesdílel. Jeho podzemní laboratoř byla navržena tak, aby umožňovala vnikat slunečnímu záření po celý den, a byla vybavena kamny, aby mohl svůj výzkum provádět i v nejchladnějších měsících.

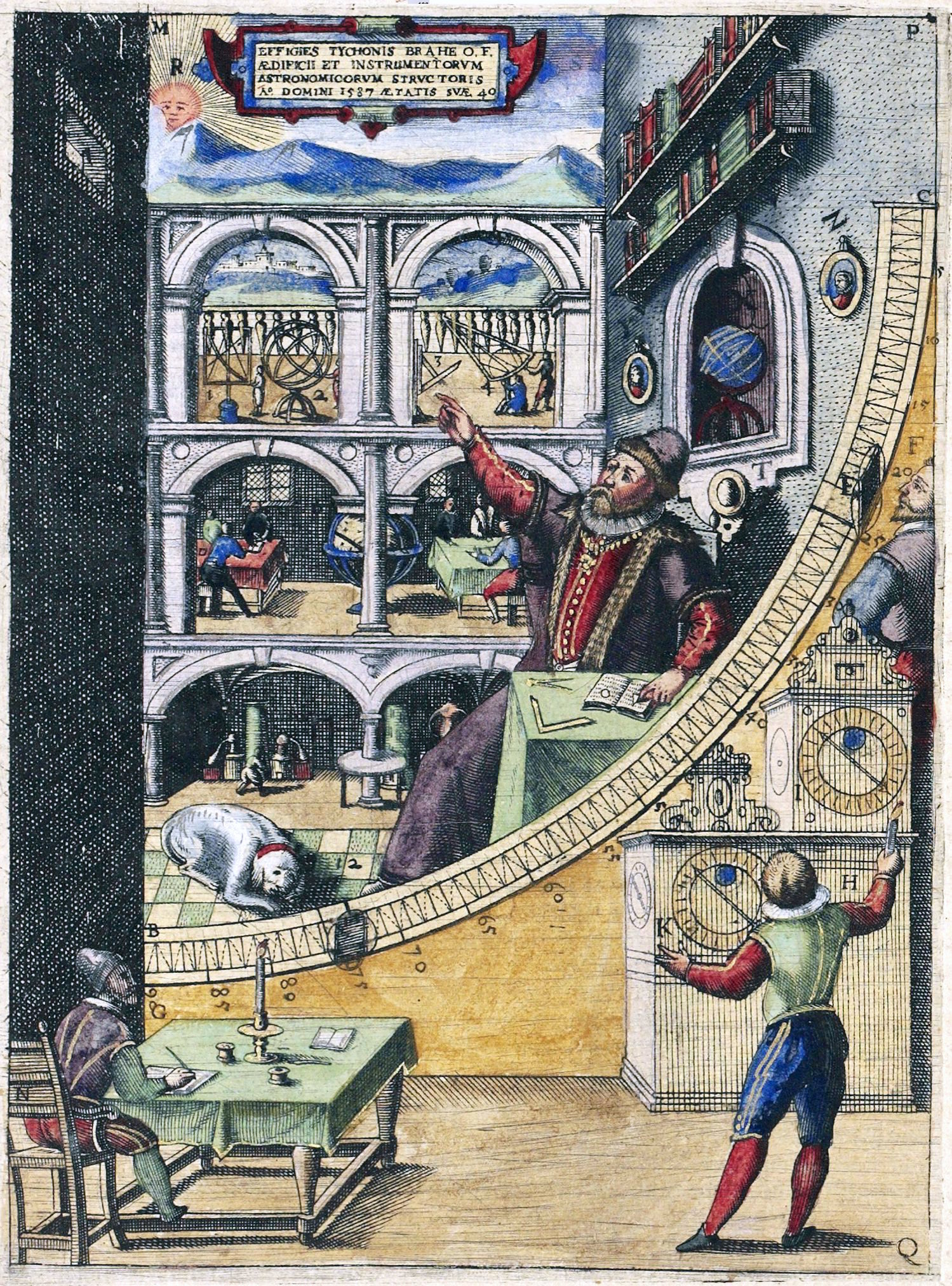
Rytina nástěnného kvadrantu z Braheho knihy Astronomiae instauratae mechanica (1598)

Krátce po výstavbě vyšlo najevo, že přístroje namontované na věži se pohybují pod vlivem větru, a Brahe zahájil výstavbu vhodnějšího pozorovacího místa. Výsledkem byl Stjerneborg („hrad hvězd“), menší místo postavené na úrovni země a věnované čistě pozorováním. Základní dispozice byla podobná Uranienborgu, i když zastavěný prostor byl mnohem menší. Všechny přístroje byly umístěny pod zemí a zakryté, nadzemní budovy byly opatřeny rotující kopulí. Využití Stjerneborgu zastavilo neefektivní pozorování v Uranienborgu. Začaly práce na tunelu, který by propojil Stjerneborg s podzemní laboratoří pod Uranienborgem, ale k jeho dokončení nikdy nedošlo.

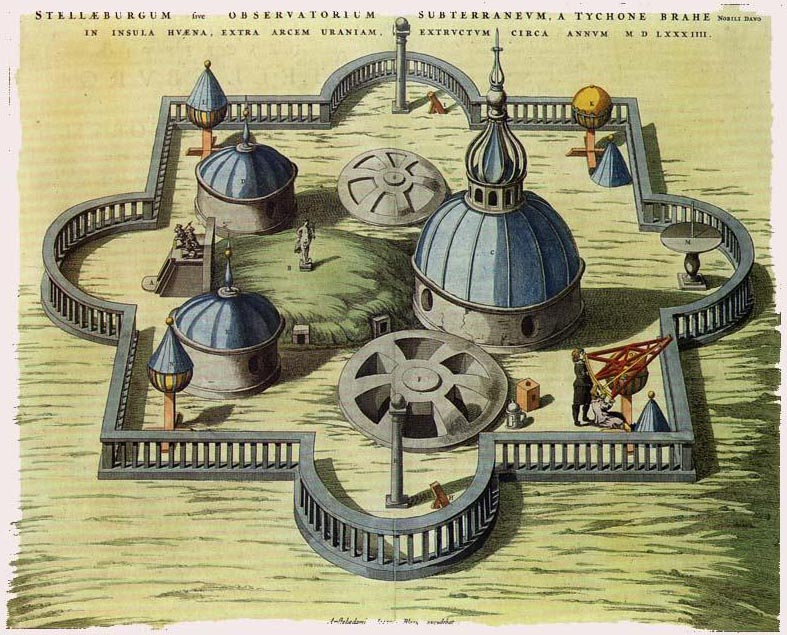
Stjerneborg, Atlas Maior z roku 1662

Jean Picard, známý svým poměrně přesným měřením velikosti Země, navštívil v roce 1671 ruiny Uranienborgu. Zaznamenal souřadnice Uranienborgu, aby astronomové mohli porovnat svůj výzkum s Tychonovým. Zároveň zde studoval atmosférický lom, což je ohyb světla v důsledku atmosféry.

## Přístroje
Hvězdárna nebyla jen domovem vědců, ale také podporovala řemeslníky, kteří konstruovali pro vědce přístroje. Tycho Brahe byl progresivním astronomem své doby. V uranienborské observatoři využíval nové metody pozorování a postavil nové přístroje ke zlepšení přesnosti svých údajů. Jeho cíl zjistit co nejpřesnější údaje o vesmíru stál za širokým spektrem vynálezů, které mu pomohly dokázat jeho teorii geo-heliocentrického (tychonického) modelu sluneční soustavy.
Jedním z přístrojů byl mosazný azimutální kvadrant vyrobený v roce 1576. Namísto dřeva jako u předchozích modelů byl sestrojený z kovu a zdiva, čímž se zlepšila jeho stabilitu a přesnost měření. Azimutální kvadrant byl určen k pozorování velké komety z roku 1577 s přesností 48,8 obloukových vteřin.
Brahe také používal broušené čočky a optická zařízení ve spojení s jinými přístroji, jako jsou sextanty a armilární sféry. Aby dále zvýšil přesnost svých údajů, používal rovníkovou soustavu souřadnic namísto zvířetníkové.
V roce 1580 vytvořil Brahe Velký glóbus, dutou dřevěnou kouli s vrstvou mosazných desek, které zaznamenávaly polohy pozorovaných hvězd a planet. Do roku 1595 zde bylo vyleptáno přes 1 000 hvězd. Se svými asistenty sledoval pohyby planet během dvou desetiletí. V roce 1582 Brahe vytvořil trojúhlý sextant, který měl průměr asi 3,2 metru a byl na rozdíl od příručních modelů upevněný na jednom místě. O tři roky později vytvořil Brahe přístroj zvaný Velká rovníková armilární sféra, která mu umožnila měřit polohy planet a hvězd. Toto zařízení bylo schopné kompenzovat atmosférický lom a udrželo si konzistentní měření i s odstupem času.
Menší nástroje, které byly citlivější na rušení způsobené změnou počasí, byly instalovány do výklenků v zemi, což poskytovalo větší ochranu před větrem. Hvězdárna byla navržena tak, aby všechny přístroje na vrcholech věží byly dobře chráněny před povětrnostními podmínkami.

## Rekonstrukce
V 80. letech byl učiněn návrh na zahájení rekonstrukce původního Uranienborgu. Obnova okolních zahrad začala v roce 1985 s cílem opětovné výsadby zahrady v podobě, jakou měla v 16. století. Archeologické studie rostlinného materiálu byly provedeny Švédskou univerzitou zemědělských věd a kulturním odborem města Landskrona za účelem stanovení typu a umístění rostlin. Později v roce 1992 byl vytvořen plán rekonstrukce zhruba čtvrtiny obranného valu. Dnes je na místě obnovena čtvrtina původní zahrady s rostlinami a bylinkami v záhonech s dřevěným ohrazením a ovocný sad.

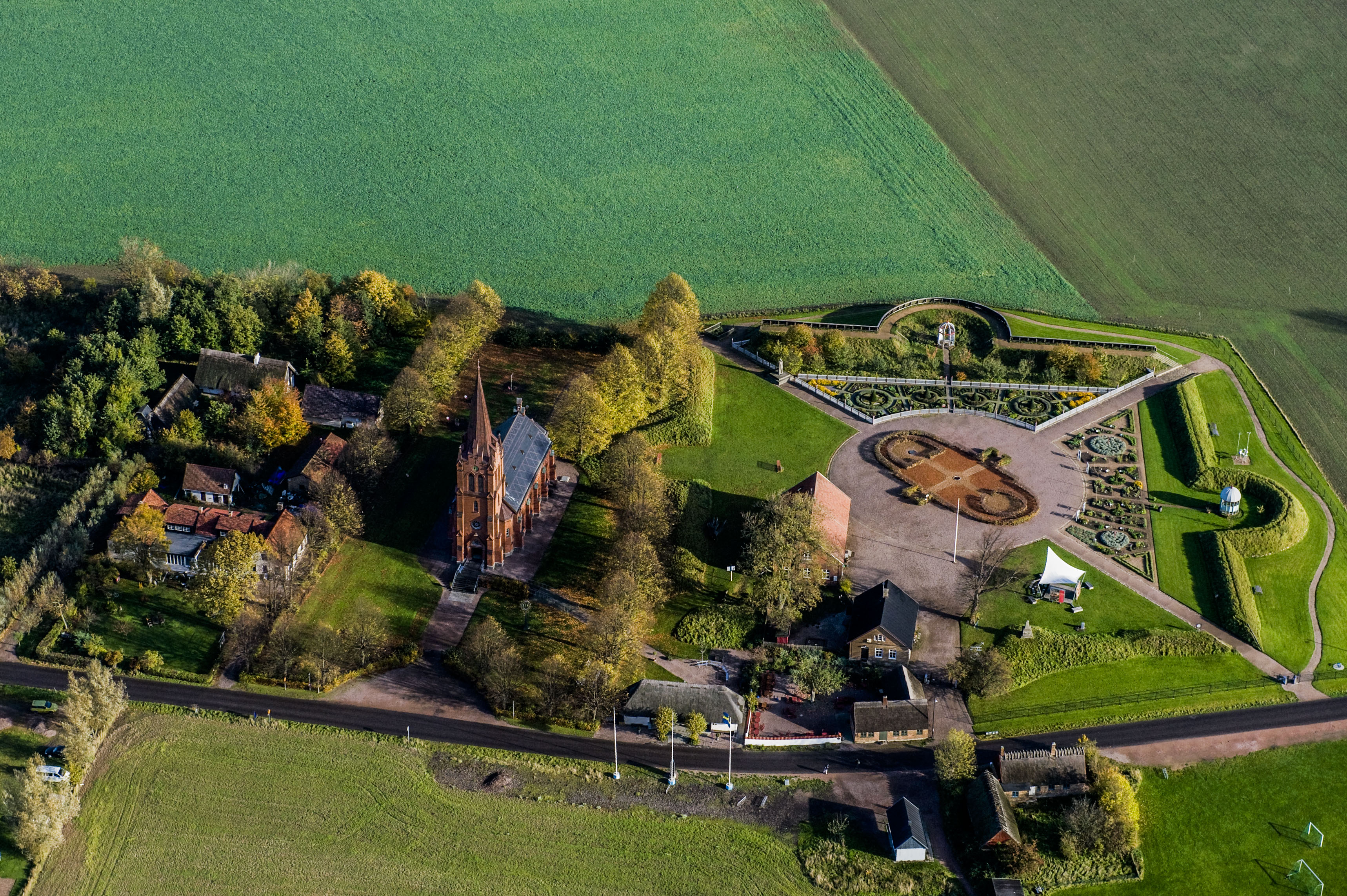
Současný stav Uranienborgu